# Nuoto ai Giochi della XX Olimpiade - Staffetta 4x100 metri misti maschile
La competizione della staffetta 4x100 metri misti maschili di nuoto ai Giochi della XX Olimpiade si è svolta il giorno 4 settembre 1972 alla Olympia Schwimmhalle di Monaco di Baviera.

## Programma
| Data             | Ora   | Round      | Note                         |
| ---------------- | ----- | ---------- | ---------------------------- |
| 4 settembre 1972 | 11:05 | 3 Batterie | I migliori 8 tempi in finale |
| 4 settembre      | 19:10 | Finale     |                              |

## Risultati

### Batteria
| Pos. | Nazione          | Atleti                                                                | Totale  | Pos F |
| ---- | ---------------- | --------------------------------------------------------------------- | ------- | ----- |
| 1    | Unione Sovietica | Igor' Grivennikov, Viktor Sharygin Viktor Stulikov, Viktor Aboimov    | 3'56"57 | 3 Q   |
| 2    | Canada           | William Mahony, Bruce Robertson Bob Kasting, William Kennedy          | 3'57"05 | 4 Q   |
| 3    | Ungheria         | László Cseh, Sr., Sándor Szabó István Szentirmay, András Hargitay     | 3'59"86 | 8 Q   |
| 4    | Francia          | Jean-Paul Berjeau, Roger-Philippe Menu Alain Mosconi, Michel Rousseau | 4'00"50 | 10    |
| 5    | Messico          | José Joaquín Santibáñez, Felipe Muñoz Hugo Valencia, Guillermo García | 4'05"61 | 13    |

| Pos. | Nazione        | Atleti                                                                       | Totale  | Pos F |
| ---- | -------------- | ---------------------------------------------------------------------------- | ------- | ----- |
| 1    | Germania Est   | Roland Matthes, Klaus Katzur Hartmut Flöckner, Lutz Unger                    | 3'55"23 | 2 Q   |
| 2    | Brasile        | Rômulo Arantes Filho, José Sylvio Fiolo Sérgio Waismann, José Roberto Aranha | 3'58"56 | 5 Q   |
| 3    | Giappone       | Tadashi Honda, Nobutaka Taguchi Yasuhiro Komazaki, Jiro Sasaki               | 3'59"55 | 7 Q   |
| 4    | Germania Ovest | Andreas Weber, Walter Kusch Lutz Stoklasa, Klaus Steinbach                   | 4'00"56 | 11    |
| 5    | Spagna         | Enrique Melo, Pedro Balcells Arturo Lang-Lenton, Jorge Comas                 | 4'03"73 | 12    |
| 6    | Filippine      | Gerardo Rosario, Amman Jalmaani Carlos Singson, Luis Ayesa                   | 4'13"62 | 16    |

| Pos. | Nazione       | Atleti                                                           | Totale  | Pos F |
| ---- | ------------- | ---------------------------------------------------------------- | ------- | ----- |
| 1    | Stati Uniti   | Mitchell Ivey, John Hencken Gary Hall, David Fairbank            | 3'51"98 | 1 Q   |
| 2    | Gran Bretagna | Colin Cunningham, David Wilkie John Mills, Malcolm Windeatt      | 3'58"97 | 6 Q   |
| 3    | Australia     | Brad Cooper, Paul Jarvie Neil Rogers, Michael Wenden             | 4'00"16 | 9     |
| 4    | Svezia        | Anders Sandberg, Gunnar Larsson Hans Ljungberg, Anders Bellbring | 4'06"67 | 14    |
| 5    | Polonia       | Piotr Dłucik, Cezary Śmiglak Andrzej Chudziński, Zbigniew Pacelt | 4'07"87 | 15    |
| 6    | Cambogia      | Sarun Van, Sokhon Yi Chhay-Kheng Nhem, Samnang Prak              | 4'20"71 | 17    |

### Finale
| Pos.    | Nazione          | Atleti                                                                       | Totale  | Pos F           |
| ------- | ---------------- | ---------------------------------------------------------------------------- | ------- | --------------- |
| Oro     | Stati Uniti      | Mike Stamm, Tom Bruce Mark Spitz, Jerry Heidenreich                          | 3'48"16 | Record mondiale |
| Argento | Germania Est     | Roland Matthes, Klaus Katzur Hartmut Flöckner, Lutz Unger                    | 3'52"12 |                 |
| Bronzo  | Canada           | Erik Fish, William Mahony Bruce Robertson, Bob Kasting                       | 3'52"26 |                 |
| 4       | Unione Sovietica | Igor' Grivennikov, Nikolaj Pankin Viktor Sharygin, Vladimir Bure             | 3'53"26 |                 |
| 5       | Brasile          | Rômulo Arantes Filho, José Sylvio Fiolo Sérgio Waismann, José Roberto Aranha | 3'57"89 |                 |
| 6       | Giappone         | Tadashi Honda, Nobutaka Taguchi Yasuhiro Komazaki, Jiro Sasaki               | 3'58"23 |                 |
| 7       | Gran Bretagna    | Colin Cunningham, David Wilkie John Mills, Malcolm Windeatt                  | 3'58"82 |                 |
| 8       | Ungheria         | László Cseh, Sr., Sándor Szabó István Szentirmay, Attila Császári            | 3'59"07 |                 |